# Charles de Vendeville
Charles de Vendeville (Lesquin, 8 de marzo de 1882-Reims, 19 de septiembre de 1914) fue un nadador francés y campeón olímpico. Compitió en los Juegos Olímpicos de París 1900, donde recibió la medalla de oro en natación subacuatica.